# Franz Hochstetter
Franz Hochstetter (* 14. Oktober 1880 in Berlin; † 8. Oktober 1948 in Ulm-Wiblingen) war ein deutscher Nationalökonom. Er arbeitete u. a. als Volkswirt und Wirtschaftsberater in Berlin-Schmargendorf.

## Leben
Hochstetter stand mit John Maynard Keynes in Verbindung, war Mitarbeiter von Otto Lautenbach bei der Zeitschrift Schule der Freiheit, und zunächst ein „angesehener Nationalsozialist“. Zum 9. Juli 1927 trat er der NSDAP bei (Mitgliedsnummer 64.289). Er war Gründungsmitglied des Rolandbundes, einer Organisation, die die Verbreitung freiwirtschaftlicher Ideen in der NSDAP zum Ziel hatte.
1936 trat Hochstetter infolge eines 1935 durch den Reichsbankpräsidenten Hjalmar Schacht gegen ihn angestrengten Parteigerichtsverfahren, das zur Konfiskation seiner Schrift Schule der Volkswirtschaft (Militär-Verlag, Fürstenwalde/Spree 1935) führte, aus der NSDAP aus. Die Schule der Volkswirtschaft findet sich 1938 in der Liste des schädlichen und unerwünschten Schrifttums. Nach 1938 bildete sich trotz des in der NS-Zeit erlassenen Verbotes der Freiwirtschaftsbewegung ein sogenannter Freiwirtschaftlicher Arbeitskreis, dem neben Franz Hochstetter auch Otto Lautenbach, Paul Diehl und Karl Walker angehörten. „Unregelmäßig, aber kontinuierlich“ kam man zusammen. Die Genannten entwickelten im Rahmen dieses Kreises 1943/44 ein Sofortprogramm zur finanziellen und wirtschaftlichen Überwindung der Kriegsfolgen.
Nach Kriegsende wurde in der Sowjetischen Besatzungszone seine Schrift Leihkapital und Goldwährung als Grundlagen der Goldversklavung in Deutschland (Eher, München 1931) auf die Liste der auszusondernden Literatur gesetzt. In der DDR folgten auf diese Liste noch Schule der Volkswirtschaft und Mehr Land! (Politik, Berlin 1917).
Im Landesarchiv Baden-Württemberg befindet sich eine Akte zum Ulmer Spruchkammerverfahren gegen Hochstetter.
Franz Hochstetter war mit der Pfarrerstochter Katharina Dorothea Walter (1887–1945) verheiratet.

## Veröffentlichungen (Auswahl)
- Die wirtschaftlichen und politischen Motive für die Abschaffung des britischen Sklavenhandels im Jahre 1806/1807, Band 25 in der Reihe Staats- und sozialwissenschaftliche Forschungen (Hrsg. Gustav Schmoller und Max Sering), Leipzig 1906 (online)
- Leihkapital und Goldwährung als Grundlagen der Goldversklavung in Deutschland, München 1931
- Die Güteraustauschlehre. Eine Musterung der liberalen Nationalökonomie, Lauf, Bern, Leipzig 1935
- Schule der Volkswirtschaft,  Fürstenwalde/Spree 1935
- Geld und Kredit als Störer der modernen Tauschwirtschaft, Lauf 1936
- Wirtschaftsdeutung aus Diskont, Geldmenge und Rendite für die sechs Länder: USA – Großbritannien – Frankreich – Schweden – Schweiz – Deutschland bis zur Gegenwart, Weimar / Leipzig 1938